# Porthmologa deltophanes
Porthmologa deltophanes är en fjärilsart som beskrevs av Edward Meyrick 1918. Porthmologa deltophanes ingår i släktet Porthmologa och familjen praktmalar, Oecophoridae. Inga underarter finns listade i Catalogue of Life.